# Beverley Owen
Beverley Ogg (Ottumwa, Iowa, 13 de mayo de 1937-Londonderry, Vermont, 21 de febrero de 2019), conocida como Beverley Owen, fue una actriz estadounidense. Owen interpretó el papel original de Marilyn Munster en la comedia de situación The Munsters en 1964, antes de ser sustituida por Pat Priest.

## Carrera
En 1956, apareció en su primer papel televisivo en As the World Turns. También apareció en los programas The Doctors, Kraft Mystery Theatre, The Virginian, Wagon Train y Another World, y en el largometraje Bullet for a Badman, de 1964, protagonizado por Audie Murphy, tras lo cual consiguió el papel de Marilyn Munster en la serie original The Munsters.   
Aunque es conocida básicamente por participar en esa serie, a ella no le gustaba este papel, pero lo aceptó por las obligaciones contractuales que tenía con Universal Studios. Tras participar en trece capítulos, Owen dejó la serie para contraer matrimonio y fue sustituida por Pat Priest. 
A principios de 1971 apareció en Another World durante dos años, para después de esto retirarse de la televisión y dedicarse exclusivamente al teatro.

## Vida privada
Una estudiante de Sanford Meisner, Owen vivía en Upstate, Nueva York, donde se le veía con frecuencia en la compañía de teatro Hubbard Hall, en Cambridge, Nueva York.
En 1989 recibió una licenciatura de la Universidad de Míchigan en Historia Antigua de América.
Estuvo casada con el escritor y productor Jon Stone durante 10 años (1964-1974) y tuvo 2 hijas: Polly y Kate.
Falleció el 21 de febrero de 2019 en Londonderry, Vermont, debido a un cáncer de ovario.

## Referencias

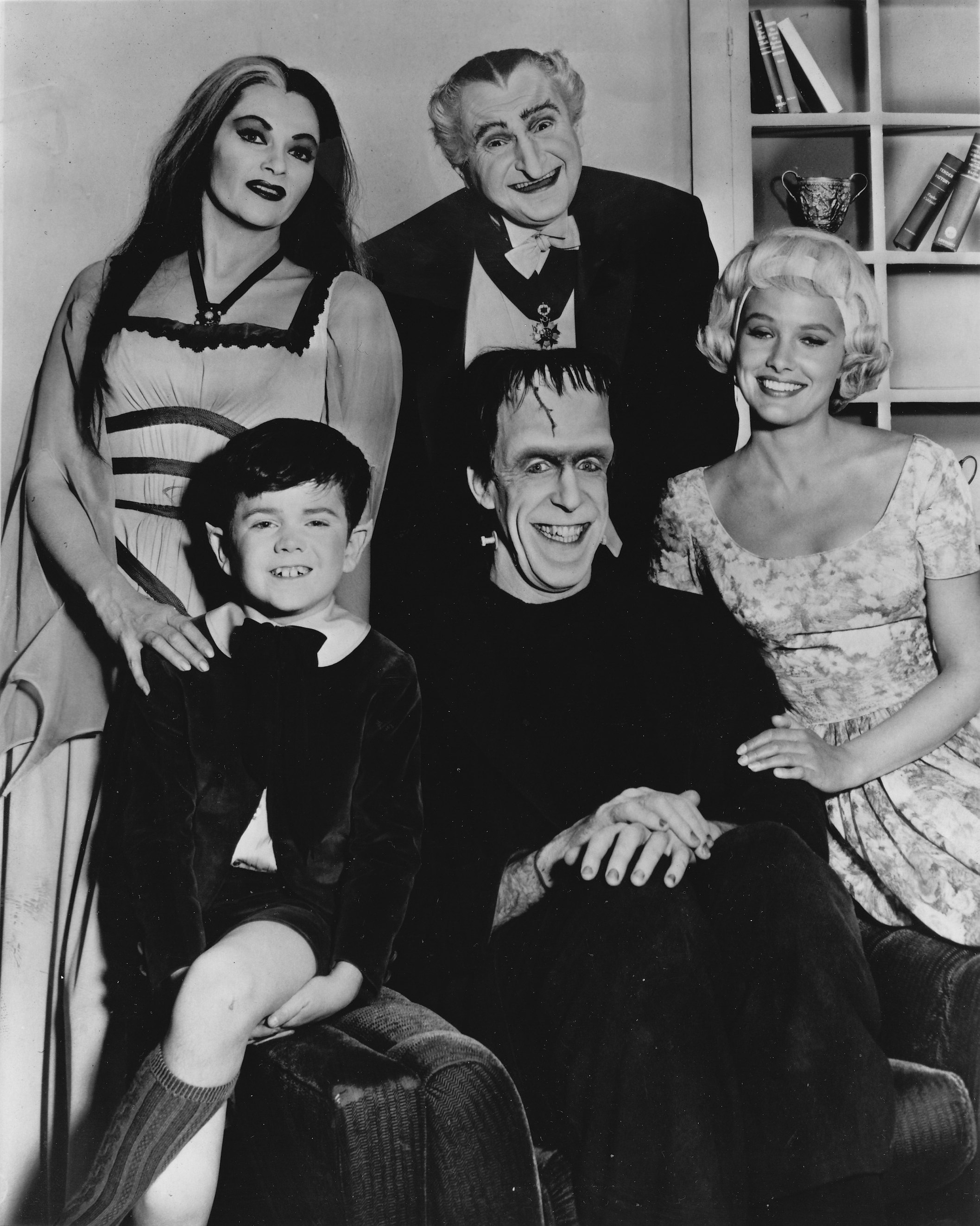
Beverly Owen con el resto de personajes de La familia Monster

## Trayectoria
- Another World (1964)
- The Munsters (1964)
- Bullet for a Badman (1964)
- As the World Turns (1956)